# طريقة منحنى بيرجرون

الصورة توضح مخطط بيرجيرون في الوقت تي = ما لا نهاية

طريقة منحني بيرجيرون هي وسيلة لتقييم تأثير انعكاسات الإشارة الكهربائية على الخطوط الكهربائية غير الخطية وتقييم عملية إرسال أو تشغيل الإشارة عبر الدارة.
ووضعت هذه الطريقة من قبل المهندس الهيدروليكي الفرنسي، ال جي بي بيرجيرون، لتحليل آثار المياة الجارية في الأنظمة الهيدروليكية.
هذا الأسلوب القائم على الرسوم البيانية صالح لكل من النماذج الخطية وغير الخطية،
ويساعد على حساب التأخير الناتج عن موجة كهرومغناطيسية على خطوط نقل الكهرباء وتحليل آثار عملية إرسال أو قطع موجة كهرومغناطيسية عليها.

## الاستخدام
باستخدام طريقة بيرجيرون، على منحني التيار والجهد الكهربائي ، تبدأ من نقطة نظام قبل الانتقال، ثم التحرك على طول خط مستقيم مع منحدر من نقطة Z0 (مقاومة خط) إلى النقاط الجديدة. ثم التحرك على طول خطوط انحناؤها أو ميلانها (هو المقاومة موجبة أو سالبة (-Z0 أو +Z0 )) حتى يتم الوصول إلى الوضع الجديد للنظام.
تعتبر القيمة السالبه ثابته دائما في كل الانعكاسات، لأن هذه الطريقة
تستخدم فقط على انعكاسات الأولى.